# پایگاه هوایی چو لی
پایگاه هوایی چو لی (به انگلیسی: Chu Lai Air Base) یک فرودگاه است که یک باند فرود بتن دارد و طول باند آن ۳٫۰۴۸ متر است. این فرودگاه در کشور ویتنام قرار دارد .